# Monochamus tropicalis
Monochamus tropicalis là một loài bọ cánh cứng trong họ Cerambycidae.